# Skådespelssamhället
Skådespelssamhället (originaltitel: La Société du spectacle) är en bok från 1967 av den franske situationisten och filosofen Guy Debord. Den utkom först i Paris och anses vara en av de viktigaste inspirationskällorna bakom majrevolten i Frankrike 1968.[källa behövs] Debord går bland annat till långtgående attack mot strukturalismen, vilken han anser vara ahistorisk.
I boken diskuterar Debord det koncept som han kallar för skådespelet. Enligt Debord har detta skådespel kommit att dominera alla aspekter av det moderna samhället. Skådespelet är, enligt Debord, också rotat i moderniteten och tjänar till att alienera individer från sina egna liv och från varandra. Han hävdar även att skådespelet har ersatt äkta mänsklig interaktion och kommunikation med en falsk känsla av enhet och gemenskap, och att det fungerar som ett verktyg för den härskande klassen som önskar upprätthålla sin makt och kontroll över massorna. Skådespelet är alltså inte bara passiviserande i form av den "underhållning" det kan producera, utan är snarare ett totaliserande socialt förhållande som formar vår förståelse av världen, och vår plats i den. Vidare är också skådespelet en form av dominans som tvingar individer att anpassa sig till vissa ideal och värderingar, och tjänar till att distrahera människor från samhällets problem och ojämlikheter.
Debord hävdar också att skådespelet är en form av propaganda som främjar konsumtion och fokus på materiell rikedom, och att det tjänar till att dölja de sociala relationernas sanna tillstånd och till att dölja exploateringen av människorna via arbete. Han hävdar att skådespelet är ett sätt för den härskande klassen att upprätthålla sin makt och kontroll över massorna, och att det tjänar till att hindrar människor från att ifrågasätta status quo.

## Avsikt
Avsikten var att formulera en sammanhängande teori om det moderna kapitalistiska samhället, en teori som skulle kunna användas som vapen i en vardagslivets revolution (jämför Raoul Vaneigem) och ersätta dagens alienation, konsumism och exploatering med en autonom, fri och passionerad mänsklig tillvaro. 
Guy Debord skrev i förordet till fjärde italienska utgåvan av Skådespelssamhället:
"1967 ville jag att Situationistiska Internationalen skulle ha en teoribok. SI var vid den tiden den extremistgrupp som hade gjort mest för att återinföra en revolutionär kritik i det moderna samhället, och det var lätt att inse att denna grupp närmade sig höjdpunkten på sin historiska bana efter att ha segrat på den teoretiska kritikens område och skickligt slagit in på den praktiska agitationens. Det gällde att en sådan bok skulle finnas till hands under de oroligheter som var på väg att bryta ut, och att dessa skulle vidarebefordra boken till de omfattande subversiva följdverkningar som de inte kunde undgå att åstadkomma. /.../

Helt klart måste en allmän teori som utarbetas för detta ändamål framförallt undvika att framstå som uppenbart felaktig och därför inte kunna läggas fram med tanke på risken att bli motsagd av den följande händelseutvecklingen. Men den måste också vara en fullständigt oacceptabel teori. Det krävs att den kan peka ut det nav som den existerande världen rör sig kring som något dåligt genom att avslöja dess precisa natur, till harmsen bestörtning för dem som finner det gott. Teorin om skådespelet uppfyller båda dessa villkor".

## Skådespelet
Boken är avfattad i 211 korta paragrafer. Dessa är i sin tur uppdelade i nio kapitel, med rubrikerna ”Fullständig uppdelning”, ”Varan som skådespel”, ”Enhet och splittring i framträdelsen”, ”Proletariatet som subjekt och som representation”, ”Tid och historia”, ”Skådespelets tid”, ”Fysisk planering”, ”Negation och konsumtion i kulturen” samt ”Ideologin förkroppsligad”. 
Dagens enligt Debord totalt självbekräftande och hypnotiska skådespelssamhälle, där människorna endast tilldelas den passiva åskådarens och den manipulerade konsumentens roll, beskrivs och dissekeras av Debord både minutiöst och skoningslöst. Motstånd är inte meningslöst och under alla förhållanden nödvändigt, men utmaningen är oerhörd och det krävs en helt ny revolutionär metodik.

## Bokens relevans i dag
Trots att boken är relativt svårtillgänglig har intresset för den stadigt ökat. Antonio Negri menade (2000) att "Guy Debords analys av skådespelssamhället tycks mer än trettio år efter dess tillkomst mer träffande och angelägen än någonsin". Enligt Debordkännaren Anselm Jappe bör boken inte förstås som mediakritisk, utan primärt som en kritik av ett samhälle strukturerat kring varuformen.